# Świerczyna (Lublin)
Pour les articles homonymes, voir Świerczyna.
Świerczyna (prononciation : [ɕfjɛrˈt͡ʂɨna]) est un village polonais de la gmina de Zakrzówek dans le powiat de Kraśnik de la voïvodie de Lublin dans l'est de la Pologne.
Il se situe à environ 5 kilomètres à l'est de Zakrzówek (siège de la gmina), 16 kilomètres à l'est de Kraśnik (siège du powiat) et 37 kilomètres au sud de Lublin (capitale de la voïvodie).
Le village compte approximativement une population de 65 habitants.

## Histoire
De 1975 à 1998, le village est attaché administrativement à l'ancienne Voïvodie de Lublin.

Depuis 1999, il fait partie de la nouvelle voïvodie de Lublin.